# Скромный батис
Скромный батис (лат. Batis pririt) — вид воробьиных птиц из семейства сережкоглазок. Выделяют два подвида.

## Описание
Длина тела 11—12 см. Вес 7,5—14 г. Окрашены в чёрный, серый и белый (а также немного в оранжево-желтый) цвета. Облик самца и самки несколько отличается.

### Вокализация
Издают длинные серии свистков.

### Биология
Питаются насекомыми, в том числе крупными чешуекрылыми. Гнездо представляет собой небольшую низко расположенную чашу, изготовленную из растительного материала, скрепленного паутиной. В кладке от 1 до 4 (обычно 2) яиц. Период насиживания занимает 17 дней. В сильную жару самка машет крыльями, чтобы охладить кладку. Еще 17 дней птенцы остаются в гнезде.
Гнездовой паразит — бронзовая кукушка Клааса (Chrysococcyx klaas).

## Распространение
Обитают в ЮАР, Намибии, Ботсване и Анголе.